# Abbasidische dinar

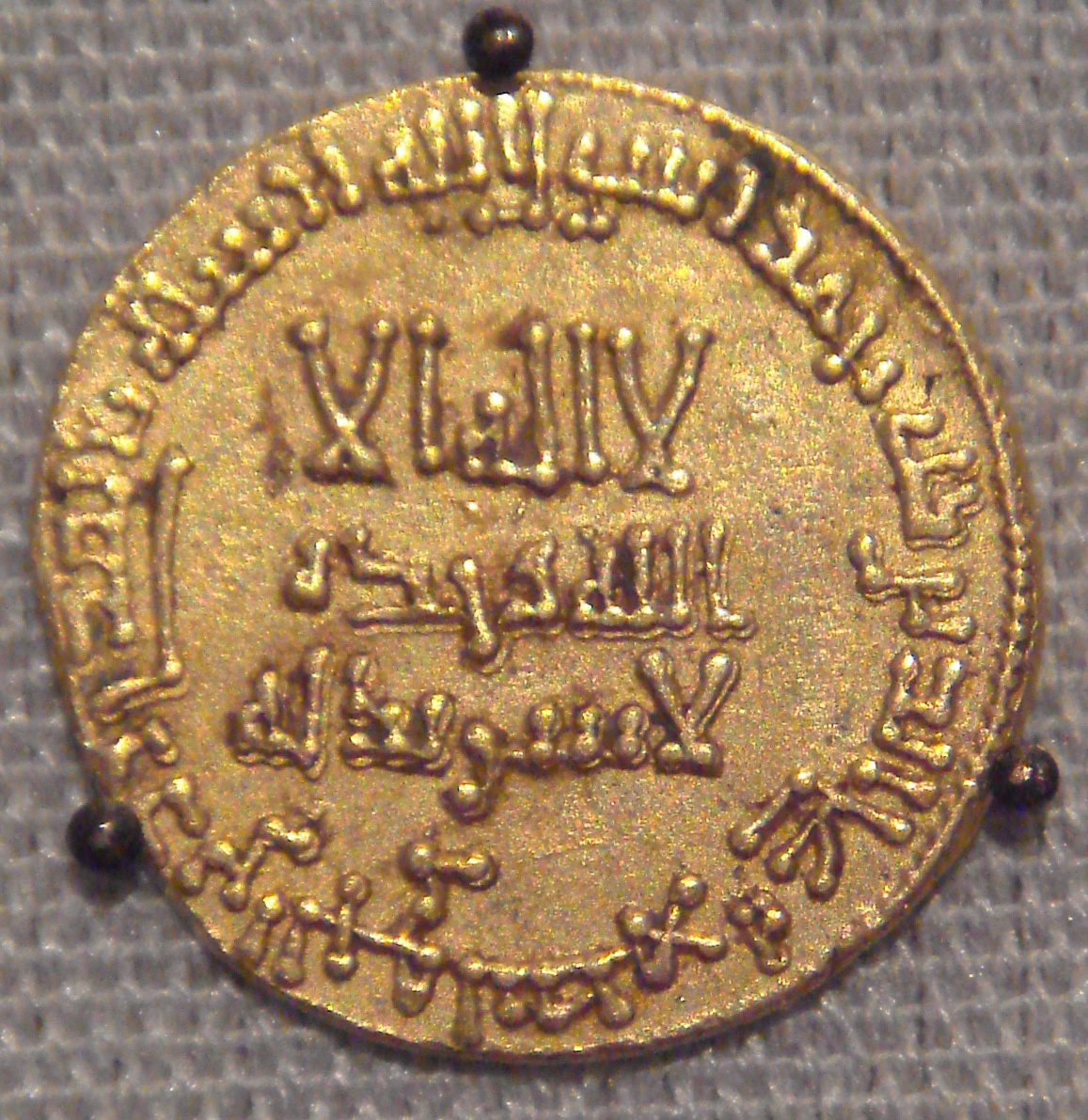
Een Abbasidische dinar uit het jaar 765.

De Abbasidische dinar was de munteenheid van het Kalifaat van de Abbasiden. Deze munten werden na de machtsovername van de Abbasiden in 750 geslagen. Later werd dit verplaatst naar Koefa en de nieuw gestichte hoofdstad Bagdad. De munten bevatten de islamitische geloofsgetuigenis in het Koefisch schrift. 
Er waren twee versies in omloop: één van de kalief in Bagdad en één van gouverneurs van Egypte. Semi-onafhankelijke dynastieën zoals de Aghlabiden (800-909) in Tunesië de Toeloeniden in Egypte, de Saffariden (867-c.1495) en Samaniden (819-1005) in Iran, en de Ikhshididen (935-969) in Egypte en Palestina sloegen allemaal onafhankelijk munten, maar ze volgden daarbij het Abbasidische model. Ook erkenden ze het nominale leiderschap van de kalief.